# HAPPY! (アルバム)
『HAPPY!』（ハッピー）は、サザンオールスターズのベスト・アルバム。1995年6月24日にCDで発売。発売元はタイシタレーベル。
数量限定商品のため、現在は廃盤作品となる。

## 背景・録音
数量限定発売だったベスト・アルバム『すいか SOUTHERN ALL STARS SPECIAL 61SONGS』以来、6年ぶりに発売された作品。
デビューシングル「勝手にシンドバッド」からサザンとしての活動を再開した35枚目シングルの「マンピーのG★SPOT」までの作品の中から、シングルA面、B面、オリジナルアルバム問わずすべての楽曲から全48曲をセレクトしている。選曲は 桑田佳祐によるものであり、曲調のバランスをとった曲順になっている。
収録曲は原田光晴によりデジタル・リマスタリングが施されており、パッケージにも「全曲REMASTERINGによる超新鮮サウンド!」と書かれたシールが貼られている。
メインボーカル曲が存在しない野沢秀行を除き、全メンバーのソロボーカル曲が収録されている。

## リリース
洗剤のパッケージを思わせるケースに、CD3枚、特製サザンハッピ、ハッピーステージパスがそれぞれ封入されている。実際ケースに貼り付けられているシールに、これ着て、横浜へ全員集合!と言う売り文句も記載されており、直後に行われたライブ『ホタル・カリフォルニア』のビデオでは、この法被を来た多くのファンを確認することが出来る。
本作は『すいか』と違い、完全予約限定生産のため店頭に並ぶことはなかった。また、70万枚が2日間で完売した。

## 批評
島本理生が当時12歳の時に本作の発売を聞き、高額商品であるにもかかわらず購入を決意し、二か月間ほどお手伝いをし日銭を稼ぎ、発売当日に予約したCDショップに駆け込んで購入している。

## 収録曲
- 収録曲は各作品で説明しているため、ここでは説明を省略する。
- ※印はオリジナルアルバム未収録曲。タイトル表記は基本的にオリジナル収録時のものに従った。
- ☆は“稲村オーケストラ”名義、★は“Southern All Stars & All Stars”名義であるもの。

### HAPPY! ONE　WITH YOUR LOVER
1. マンピーのG★SPOT　※
（作詞・作曲:桑田佳祐　編曲:サザンオールスターズ）
35thシングル
2. おいしいね ～傑作物語　※
（作詞・作曲:桑田佳祐　編曲:サザンオールスターズ & 小林武史）
24thシングル「みんなのうた」のカップリング曲。
3. シュラバ★ラ★バンバ SHULABA-LA-BAMBA
（作詞・作曲:桑田佳祐　英語補作詞:Tommy Snyder　編曲:小林武史 & サザンオールスターズ）
30thシングル
4. 女神達への情歌 (報道されないY型の彼方へ)
（作詞・作曲:桑田佳祐　英語補作詞:Tommy Snyder　編曲:サザンオールスターズ & 門倉聡）
25thシングル
5. 希望の轍　☆
（作詞・作曲:桑田佳祐　編曲:桑田佳祐 & 小林武史）
10thアルバム『稲村ジェーン』収録曲。
6. 栞のテーマ
（作詞・作曲:桑田佳祐　編曲:サザンオールスターズ）
13thシングル
7. 亀が泳ぐ街
（作詞・作曲:桑田佳祐　編曲:小林武史 & サザンオールスターズ　管編曲:山本拓夫）
11thアルバム『世に万葉の花が咲くなり』収録曲。
8. みんなのうた　※
（作詞・作曲:桑田佳祐　編曲:サザンオールスターズ & 小林武史）
24thシングル
9. 我らパープー仲間
（作詞・作曲:桑田佳祐　編曲:八木正生）
4thアルバム『ステレオ太陽族』収録曲。
10. ナチカサヌ恋歌
（作詞・作曲:桑田佳祐　編曲:サザンオールスターズ）
9thアルバム『Southern All Stars』収録曲。
11. 勝手にシンドバッド
（作詞・作曲:桑田佳祐　編曲:斉藤ノブ & サザンオールスターズ　管編曲:Horn Spectrum）
1stシングル
12. メリージェーンと琢磨仁　※
（作詞・作曲:桑田佳祐　英語補作詞:Tommy Snyder　編曲:サザンオールスターズ　管編曲:山本拓夫）
35thシングル「マンピーのG★SPOT」のカップリング曲。
13. さよならベイビー
（作詞・作曲:桑田佳祐　編曲:サザンオールスターズ & 門倉聡）
26thシングル
14. 女呼んでブギ
（作詞・作曲:桑田佳祐　編曲:サザンオールスターズ　管編曲:Horn Spectrum）
1stアルバム『熱い胸さわぎ』収録曲。
15. 遙かなる瞬間(とき)　※
（作詞・作曲:松田弘　編曲:サザンオールスターズ　編曲補:片山敦夫）
33rdシングル「素敵なバーディー (NO NO BIRDY)」のカップリング曲。
16. いとしのエリー
（作詞・作曲:桑田佳祐　編曲:サザンオールスターズ　弦編曲:新田一郎）
3rdシングル

### HAPPY! TWO　IN THE CAR
1. 涙のキッス
（作詞・作曲:桑田佳祐　編曲:小林武史 & サザンオールスターズ）
31stシングル
2. 匂艶(にじいろ) THE NIGHT CLUB
（作詞・作曲:桑田佳祐　編曲:サザンオールスターズ　弦管編曲:八木正生）
15thシングル
3. ゆけ!! 力道山　※
（作詞・作曲:桑田佳祐　英語補作詞:Tommy Snder　編曲:小林武史 & サザンオールスターズ）
34thシングル「クリスマス・ラブ (涙のあとには白い雪が降る)」のカップリング曲。
4. フリフリ'65
（作詞・作曲:桑田佳祐　編曲:サザンオールスターズ）
27thシングル
5. C調言葉に御用心
（作詞・作曲:桑田佳祐　編曲:サザンオールスターズ　弦編曲:新田一郎）
5thシングル
6. 忘れられた Big Wave
（作詞・作曲:桑田佳祐　編曲:サザンオールスターズ & 門倉聡）
9thアルバム『Southern All Stars』収録曲。
7. ニッポンのヒール
（作詞・作曲:桑田佳祐　編曲:小林武史 & サザンオールスターズ）
11thアルバム『世に万葉の花が咲くなり』収録曲。
8. ミス・ブランニュー・デイ (MISS BRAND-NEW DAY)
（作詞・作曲:桑田佳祐　編曲:サザンオールスターズ　弦編曲:新田一郎）
20thシングル
9. 鎌倉物語
（作詞・作曲:桑田佳祐　編曲:サザンオールスターズ　弦編曲:大谷幸）
8thアルバム『KAMAKURA』収録曲。
10. Brown Cherry
（作詞・作曲:桑田佳祐　編曲:サザンオールスターズ & 藤井丈司　管編曲:新田一郎）
8thアルバム『KAMAKURA』収録曲。
11. チャコの海岸物語　※
（作詞・作曲:桑田佳祐　編曲:サザンオールスターズ　弦管編曲:八木正生）
14thシングル
12. YOU
（作詞・作曲:桑田佳祐　英語補作詞:Tommy Snyder　編曲:サザンオールスターズ）
9thアルバム『Southern All Stars』収録曲。
13. 最後の日射病
（作詞・作曲:関口和之　編曲:サザンオールスターズ & 大谷幸）
8thアルバム『KAMAKURA』収録曲。
14. 東京サリーちゃん ※★
（作詞・作曲:桑田佳祐　編曲:桑田佳祐 & 小林武史）
10thアルバム『稲村ジェーン』収録曲。『稲村ジェーン』収録バージョンと異なりセリフはカットされている。
15. クリスマス・ラブ (涙のあとには白い雪が降る)　※
（作詞・作曲:桑田佳祐　編曲:小林武史 & サザンオールスターズ）
34thシングル
16. Ya Ya (あの時代を忘れない)　※
（作詞・作曲:桑田佳祐　編曲:サザンオールスターズ　弦管編曲:新田一郎）
16thシングル

### HAPPY! THREE　IN YOUR ROOM
1. エロティカ・セブン EROTICA SEVEN　※
（作詞・作曲:桑田佳祐　編曲:サザンオールスターズ　編曲補:片山敦夫）
32ndシングル
2. OH, GIRL (悲しい胸のスクリーン)
（作詞・作曲:桑田佳祐　英語補作詞:Tommy Snyder　編曲:サザンオールスターズ & 門倉聡）
9thアルバム『Southern All Stars』収録曲。
3. 海
（作詞・作曲:桑田佳祐　編曲:サザンオールスターズ　管編曲:新田一郎）
7thアルバム『人気者で行こう』収録曲。
4. MY FOREPLAY MUSIC
（作詞・作曲:桑田佳祐　編曲:サザンオールスターズ）
13thシングル「栞(しおり)のテーマ」のカップリング曲。
5. 愛は花のように (Olé!)
（作詞:Luis Sartor　作曲:桑田佳祐　編曲:サザンオールスターズ & 小林武史）
9thアルバム『Southern All Stars』収録曲。
6. HAIR
（作詞・作曲:桑田佳祐　編曲:小林武史 & サザンオールスターズ）
11thアルバム『世に万葉の花が咲くなり』収録曲。
7. 素敵なバーディー (NO NO BIRDY)　※
（作詞・作曲:桑田佳祐　編曲:サザンオールスターズ　編曲補:片山敦夫）
33rdシングル
8. 悲しみはメリーゴーランド
（作詞・作曲:桑田佳祐　編曲:サザンオールスターズ & 大谷幸）
8thアルバム『KAMAKURA』収録曲。
9. 夕方 Hold On Me
（作詞・作曲:桑田佳祐　編曲:サザンオールスターズ　管編曲:新田一郎）
7thアルバム『人気者で行こう』収録曲。
10. ポカンポカンと雨が降る (レイニー ナイト イン ブルー)
（作詞・作曲:桑田佳祐　編曲:小林武史 & サザンオールスターズ）
11thアルバム『世に万葉の花が咲くなり』収録曲。
11. EMANON
（作詞・作曲:桑田佳祐　編曲:サザンオールスターズ　弦管編曲:八木正生）
18thシングル
12. 愛する女性(ひと)とのすれ違い
（作詞・作曲:桑田佳祐　編曲:サザンオールスターズ & 藤井丈司）
8thアルバム『KAMAKURA』収録曲。
13. 真夏の果実 ※
（作詞・作曲:桑田佳祐　編曲:サザンオールスターズ & 小林武史）
28thシングル
14. LOVE SICK CHICKEN　※
（作詞:大森隆志 & フジミ・ミドリ　作曲:大森隆志　編曲:サザンオールスターズ）
8thシングル「いなせなロコモーション」のカップリング曲。
15. 開きっ放しのマシュルーム
（作詞・作曲:桑田佳祐　編曲:サザンオールスターズ & 矢口博康）
7thアルバム『人気者で行こう』収録曲。
16. 慕情
（作詞・作曲:桑田佳祐　編曲:小林武史 & サザンオールスターズ　弦編曲:桑野聖）
11thアルバム『世に万葉の花が咲くなり』収録曲。